# Paul Black
Paul Mars Black (San Francisco, 17 marzo 1959) è un cantante e batterista statunitense.
Nacque col nome Paul Martin Marmorstein, ed era in origine un cantante e batterista. è famoso per essere stato uno dei principali cantanti degli L.A. Guns, di cui è tornato a fare parte nel 2006, dopo la scissione della band in due gruppi. Paul fa parte degli L.A. Guns di Tracii Guns.

## Biografia
Negli anni settanta, nelle scuole superiori fonda una band rock col nome Your Mother. Nel 1978 diventò un maestro di percussioni all'università  di San Jose.
Durante il mese di maggio del 1980 andò a vivere a Los Angeles. La prima band in cui suonò a L.A. furono i Mad Captions, che suonarono a New York e a Philadelphia al The Hot Club assieme ai The Dead Boys. Nel 1981 Paul si unì ai The Mau Maus, una famosa band punk rock di Los Angeles capeggiata da Rick Wilder dei The Berlin Brats. Mentre collaborava coi The Mau Maus Paul cambiò il suo nome in Paul Mars. Suonò la batteria in una registrazione per questi ultimi, che fu prodotta da Robbie Krieger dei The Doors, ma che non fu mai distribuita. Nel 1984 si unì ai Joneses e suonò la batteria per l'album Keeping Up With The Joneses. Paul cominciò a realizzare un suo progetto musicale, in cui lui svolgeva il ruolo di cantante assieme al chitarrista Mick Cripps. Il progetto prese campo, Mick passò al basso ed i due si unirono al chitarrista Tracii Guns ed al batterista  Nickey "Beat" Alexander. Più tardi, a completare la formazione venne a fare parte del gruppo anche il chitarrista Robert Stoddard. 

### Gli L.A. Guns
Il nome del gruppo fu scelto, decisero di chiamarsi L.A. Guns, sotto consiglio di Tracii. Durante questo periodo il cantante cambiò il suo nome in Paul Black. Il gruppo cominciò a creare moltissime canzoni, destinate a far parte del primo album della band, creato sotto contratto con la Polygram Records. Comunque, Paul lasciò la band prima di registrare l'album, e fu sostituito da Phil Lewis, il quale ereditò tutti i crediti ed i diritti delle canzoni e degli album.
Dopo avere lasciato gli L.A. Guns, Paul creò i Black Cherry, una glam band, ma dei problemi legali, legati allo scioglimento dagli L.A. Guns, non permisero ai Black Cherry di registrare alcun album.

### Dal 1993 ad oggi
Così, dopo il 1993, Paul cominciò a ritirarsi dalle scene, esibendosi ancora in pochi e rari concerti. Solo nel 2000, tornò a farsi nominare, collaborando con Jo Almeida dei Dogs D'amour, producendo un album chiamato Jo & Paul's Sonic Boom, Sun Down And Yellow Moon. Dopo varie collaborazioni con altri artisti, Paul Black è tornato a far parte degli L.A. Guns di Tracii Guns, come cantante. Oggi è in commercio una compilation degli L.A. Guns, con Paul Black alla voce, chiamata Black City Breakdown (1985-1986).

## Discografia
- Jo Almeida - Jo & Paul's Sonic Boom, Sun Down And Yellow Moon - 2000
- L.A. Guns - Black City Breakdown (1985-1986) (2000)